# Jacek Bolechowski
Jacek Bolechowski (ur. 1939, zm. 25 maja 2025) – polski architekt.

## Życiorys
W 1968 roku uzyskał dyplom na Wydziale Architektury Politechniki Warszawskiej.
Członek Stowarzyszenia Architektów Polskich od roku 2002, Mazowieckiej Okręgowej Izby Architektów RP i Towarzystwa Urbanistów Polskich. Miał uprawnienia twórcze, projektowe i wykonawcze oraz uprawnienia krajowego rzeczoznawcy budowlanego; pełnił także funkcję biegłego sądowego. Był projektantem wielu obiektów: sportowych, ochrony zdrowia, szkolnictwa, biurowych oraz mieszkalnictwa. Brał udział w licznych konkursach architektonicznych, jak również przygotowywał warunki konkursów dla różnych inwestorów i organizatorów.
Został pochowany na starym cmentarzu na Służewie (kw. Sc lewa str, kw I linia 1, gr. 59).

## Projekty
- Szpital-Pomnik Centrum Zdrowia Dziecka w Warszawie (1972 – współpraca)
- pływalnia „Rawszczyzna” w Ostrowcu Świętokrzyskim (2005 – współpraca)
- kryta pływalnia "Wodnik" w Warszawie (1996 - współpraca)
- kryta pływalnia w Warszawie przy ul. Konwiktorskiej (współpraca)
- kryte pływalnie: w Koninie, Lesznie, Radomiu, Bochni, Kozienicach, Poniatowej, Kraśniku
- hala sportowa we Wronkach
- hala sportowa Centrum Zdrowia Dziecka
- Zakład Radioterapii II i Diagnostyki Obrazowej Wielkopolskiego Centrum Onkologii w Poznaniu (2005 – współpraca)
- stadion w Radomiu
- sztuczny stok narciarski w Międzyrzecu Podlaskim
- klinika dla dzieci w głębokiej śpiączce Budzik dla fundacji „A kogo?” (projekt we współpracy, charytatywny)
- klinika Budzik dla dorosłych przy Szpitalu Bródnowskim dla fundacji „A kogo?” (2019 – współpraca)
- nowe oddziały Centrum Zdrowia Dziecka w Warszawie (na zlecenie Polsatu i Wielkiej Orkiestry Świątecznej Pomocy)
- wiele modernizacji istniejących obiektów medycznych[2]

## Nagrody
- za Pomnik–Szpital Centrum Zdrowia Dziecka (współautorstwo) przyznane przez Prezesa Rady Ministrów, Komitet Nagród Państwowych
- „Sześcian Roku” – nagroda Zjednoczenia Budownictwa Komunalnego
- Mister Warszawy za Centrum Zdrowia Dziecka (1979)[4]
- nagroda III stopnia Ministra Transportu i Budownictwa w roku 2005 za projekt pływalni w Ostrowcu Świętokrzyskim[2]